# British Home Championship 1911
De British Home Championship van 1911 was de 28e editie van de British Home Championship. Het toernooi werd gehouden van 28 januari tot en met 1 april 1911. Engeland werd kampioen.

## Eindstand
| Team      | Gsp | W | G | V | DV | DT | DS | Ptn |
| --------- | --- | - | - | - | -- | -- | -- | --- |
| Engeland  | 3   | 2 | 1 | 0 | 6  | 2  | +4 | 5   |
| Schotland | 3   | 1 | 2 | 0 | 5  | 3  | +2 | 4   |
| Wales     | 3   | 1 | 1 | 1 | 4  | 6  | –2 | 3   |
| Ierland   | 3   | 0 | 0 | 3 | 2  | 6  | –4 | 0   |

## Wedstrijden
|                                                    |                    |       |                                         |                                                                                   |
| 28 januari 1911 «onderlinge duels» 15:00 uur (UTC) | Ierland            | 1 – 2 | Wales                                   | Windsor Park, Belfast Toeschouwers: 12.109 Scheidsrechter: Thomas Rowbotham (ENG) |
| 28 januari 1911 «onderlinge duels» 15:00 uur (UTC) | Billy Halligan 61' |       | 50' William Davies 84' Grenville Morris | Windsor Park, Belfast Toeschouwers: 12.109 Scheidsrechter: Thomas Rowbotham (ENG) |

|                                                     |                                     |       |                    |                                                                               |
| 11 februari 1911 «onderlinge duels» 15:00 uur (UTC) | Engeland                            | 2 – 1 | Ierland            | Baseball Ground, Derby Toeschouwers: 20.000 Scheidsrechter: David Philp (SCO) |
| 11 februari 1911 «onderlinge duels» 15:00 uur (UTC) | Albert Shepherd 18' Bobby Evans 87' |       | 88' Jimmy MacAuley | Baseball Ground, Derby Toeschouwers: 20.000 Scheidsrechter: David Philp (SCO) |

|                                 |                           |       |                          |                                                                           |
| 6 maart 1911 «onderlinge duels» | Wales                     | 2 – 2 | Schotland                | Ninian Park, Cardiff Toeschouwers: 14.000 Scheidsrechter: Jim Mason (ENG) |
| 6 maart 1911 «onderlinge duels» | Grenville Morris 20', 67' |       | 35', 89' Robert Hamilton | Ninian Park, Cardiff Toeschouwers: 14.000 Scheidsrechter: Jim Mason (ENG) |

|                                                  |                                          |       |       |                                                                       |
| 13 maart 1911 «onderlinge duels» 15:30 uur (UTC) | Engeland                                 | 3 – 0 | Wales | The Den, Londen Toeschouwers: 22.000 Scheidsrechter: John Stark (SCO) |
| 13 maart 1911 «onderlinge duels» 15:30 uur (UTC) | Vivian Woodward 65', 83' George Webb 67' |       |       | The Den, Londen Toeschouwers: 22.000 Scheidsrechter: John Stark (SCO) |

|                                                  |                                    |       |         |                                                                                 |
| 18 maart 1911 «onderlinge duels» 15:30 uur (UTC) | Schotland                          | 2 – 0 | Ierland | Celtic Park, Glasgow Toeschouwers: 32.000 Scheidsrechter: Herbert Bamlett (ENG) |
| 18 maart 1911 «onderlinge duels» 15:30 uur (UTC) | Willie Reid 23' Jimmy McMenemy 53' |       |         | Celtic Park, Glasgow Toeschouwers: 32.000 Scheidsrechter: Herbert Bamlett (ENG) |

|                                                 |                   |       |                   |                                                                                       |
| 1 april 1911 «onderlinge duels» 15:30 uur (UTC) | Engeland          | 1 – 1 | Schotland         | Goodison Park, Liverpool Toeschouwers: 38.000 Scheidsrechter: William Nunnerley (WAL) |
| 1 april 1911 «onderlinge duels» 15:30 uur (UTC) | James Stewart 20' |       | 88' Sandy Higgins | Goodison Park, Liverpool Toeschouwers: 38.000 Scheidsrechter: William Nunnerley (WAL) |